# Cheval en Lettonie
Le cheval en Lettonie  (letton : zirgs) est utilisé pour la traction agricole, le sport, et les loisirs. La principale race élevée est la locale, le Letton. La Lettonie compte environ 30 000 chevaux en 2016. Le pays, peu structuré en matière de filières équestres, se distingue par une large place culturelle accordée au cheval, jadis enterré avec son propriétaire. Le cheval conserve une place importante dans les traditions et chants populaires.

## Histoire

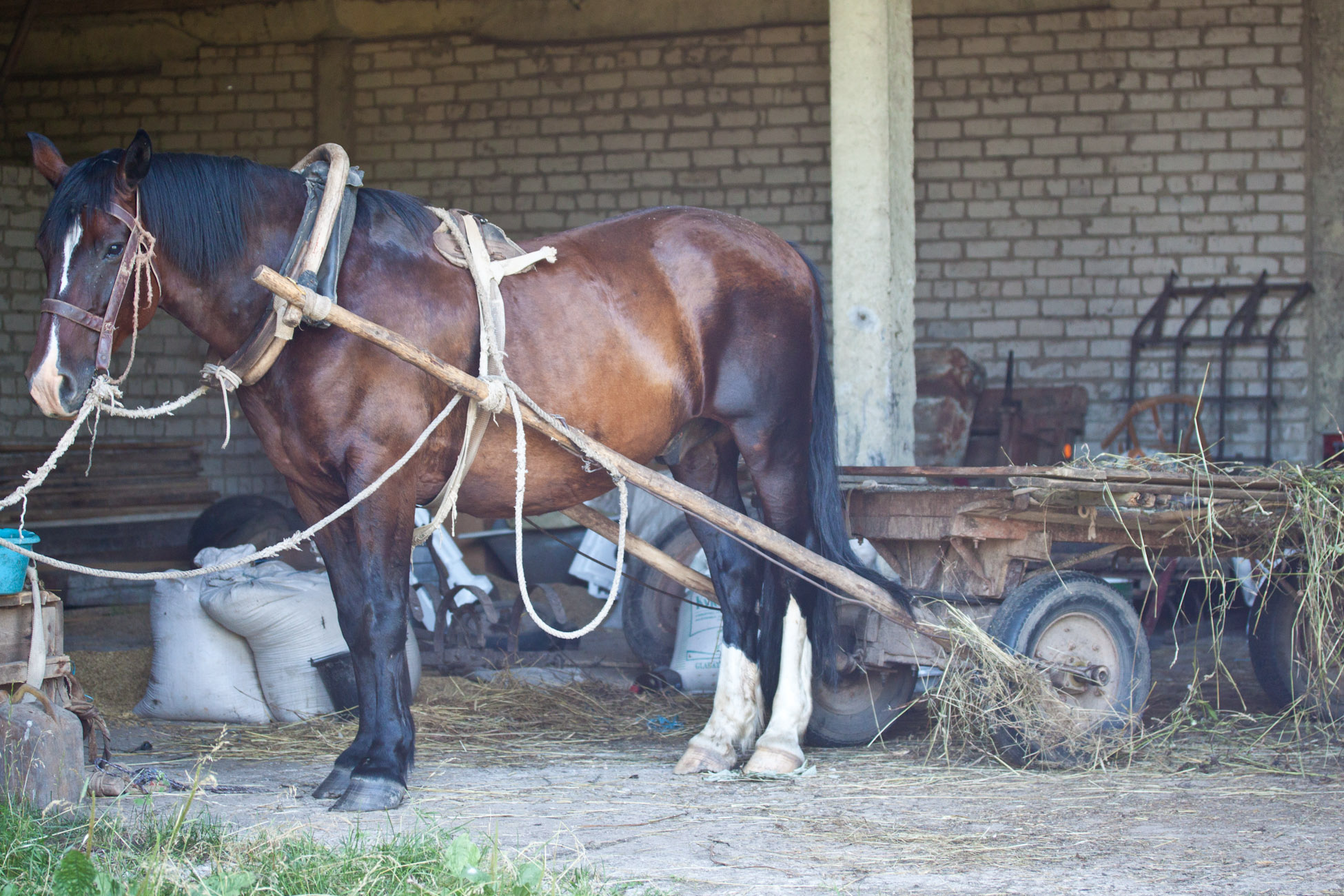
Cheval de traction agricole en Lettonie.

Le cheval est vénéré au Moyen Âge. Un emplacement spécifique lui est réservé dans le lieu de sépulture de son propriétaire, ces cimetières pour chevaux (parfois inhumés avec leur équipement) se retrouvent sur le littoral de la Lettonie du Ve siècle au VIIIe siècle. Des restes de chevaux et d'équipements utilisés par l'Ordre Teutonique de Livonie à la fin du XVe siècle ou au début du XVIe siècle ont été retrouvés sur le site de Cēsis.
Dans les années 1930, les autorités soviétiques souhaitent développer l'élevage du cheval de trait en Lettonie, la race locale étant trop petite et légère pour le labour.
La Fédération équestre lettone est affiliée à la Fédération équestre internationale depuis 1992.
Depuis la chute du communisme, la Lettonie a bénéficié de programmes européens pour préserver et restaurer sa biodiversité, tout en développant l'écotourisme : des chevaux Konik ont été introduits dans la zone humide du lac de Pape durant l'été 1999.

## Pratiques et usages

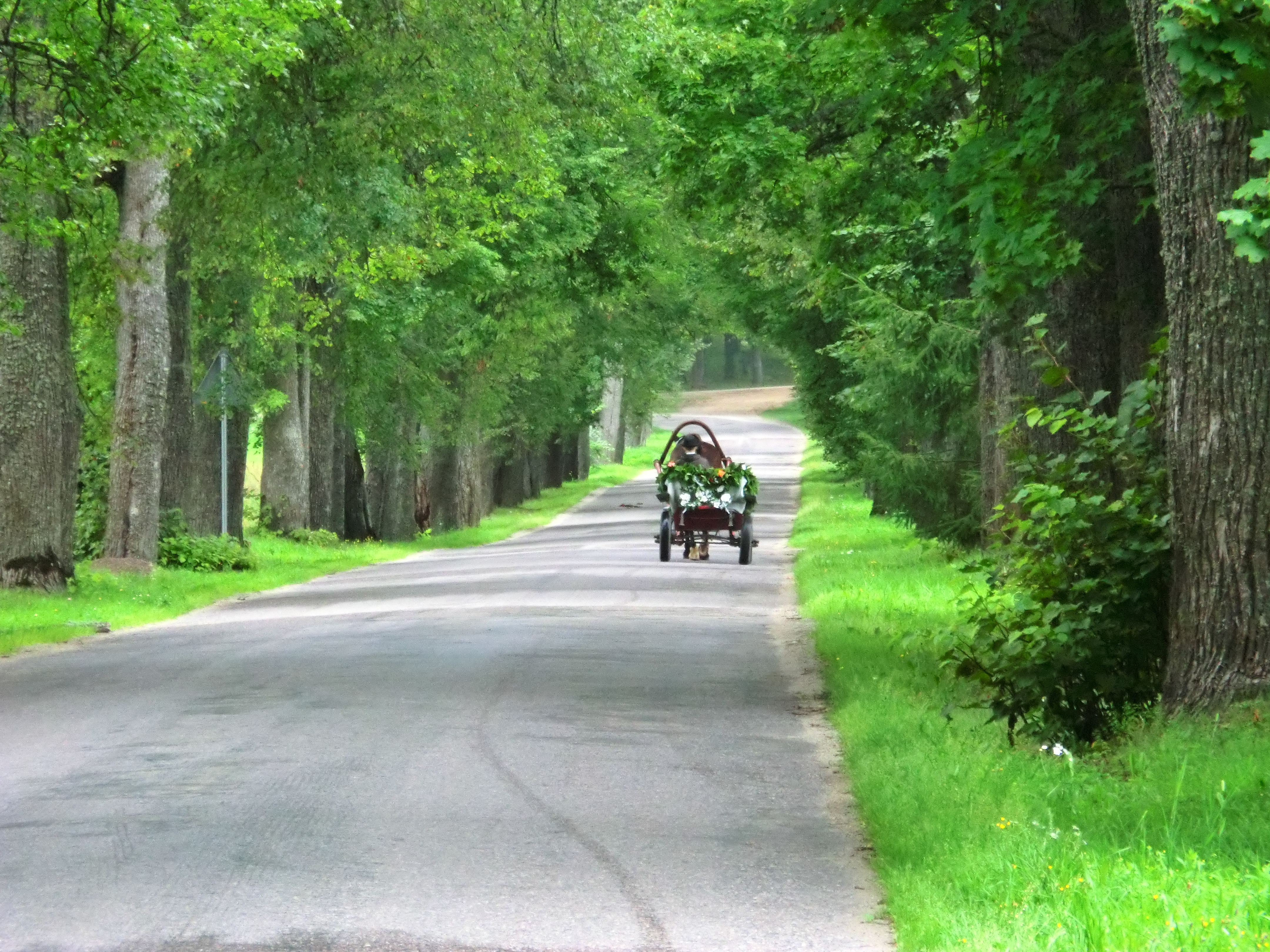
Traction hippomobile sur une route du novad de Gulbene.

Les données manquent pour caractériser précisément le secteur équestre letton, notamment en matière d'emploi. Il existe aussi un manque notable de réglementations officielles, éleveurs et utilisateurs de chevaux s'appuyant sur les règlements européens par exemple en matière de protection animale.
Les pratiques incluent l'usage de la traction hippomobile, mais aussi les sports et loisirs équestres. La traction agricole hippomobile de labour est toujours pratiquée dans la région rurale de Latgale, malgré la progression de la motorisation.
Le tourisme équestre est possible, la randonnée étant proposée à Līgatne. Des professionnels du tourisme ont émis un souhait que le secteur s'organise en ce sens, notamment pour assurer la promotion de la race de chevaux lettone auprès des touristes.
L'équithérapie et l'équitation adaptée pour personnes handicapées se sont développées, notamment à Jurmala.

## Élevage

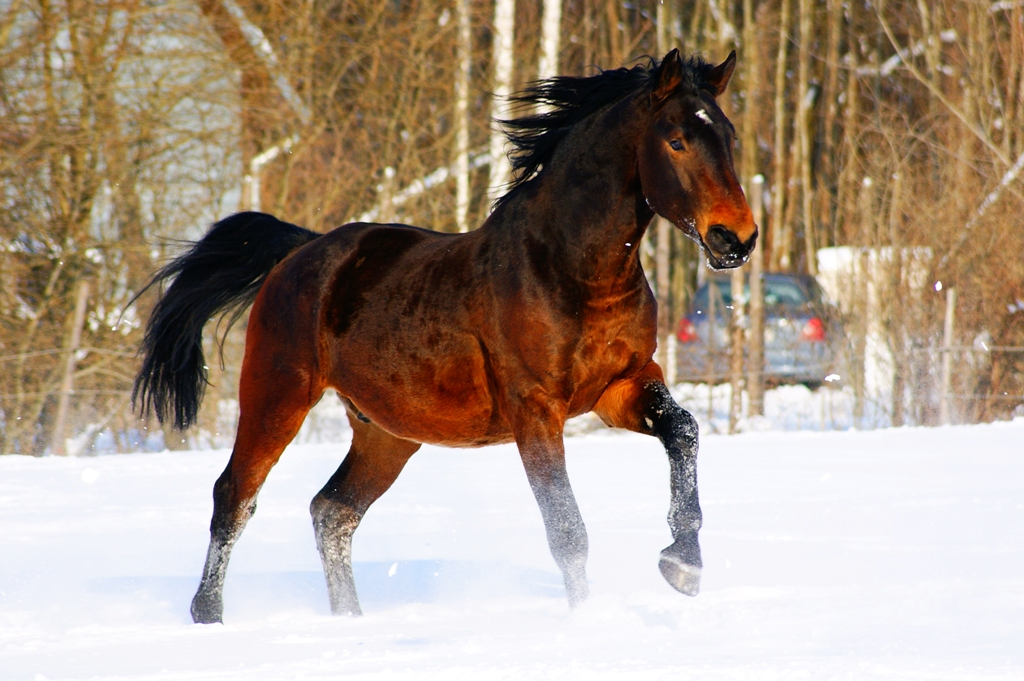
Cheval letton de type carrossier.

En 2008, d'après la FAO, la Lettonie compte 13 600 chevaux répertoriés, représentant un taux assez bas de 5,9 chevaux pour 1 000 habitants.
D'après Élise Rousseau, La population chevaline lettone est d'environ 30 000 têtes (en 2016). L'élevage se conduit en fonction des objectifs définis par les programmes propres à chaque race.
Cet élevage est surtout représenté par la race locale, le Letton, mais la demande en chevaux de sport a augmenté, profitant aux races Hanovrien et Holsteiner. Une population de Pur-sangs est présente, mais ses effectifs sont inconnus. Le Letton est un solide cheval d'attelage, comptant 303 juments et 42 étalons enregistrés en 2005.
La Lettonie est l'un des territoires d'importation du cheval Ardennais, qui a donné l'Ardennais baltique, lui même à l'origine du Letton. La race du trotteur latgale, désormais absorbée par le Letton, a été sélectionnée en Lettonie à partir du trotteur Orlov et du Standardbred américain.

## Culture
Avant la christianisation, le cheval est un important symbole letton. Le folklore et les chants populaires lettons lui accordent une grande place :

« Pourquoi selles-tu le cheval,

Est-ce une lointaine chevauchée ?
 
— Ma mère, je chevaucherai
 
Vers des noces sanglantes. »

— Origines et histoire de la Lettonie, trad. Henry de Chambon.
Un autre exemple est le conte populaire du « Cheval qui chante durant la nuit ».